# 和平宫图书馆
和平宫图书馆，是一座位于荷兰海牙和平宫之内的专供于国际法的图书馆。

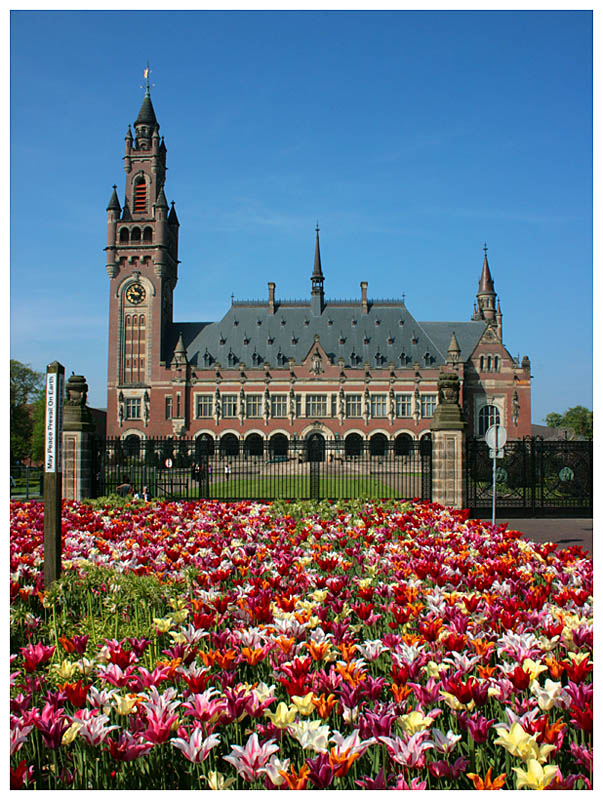
海牙和平宫

## 历史
它是国际法律方向最古老的图书馆之一。主要是给国际法庭、常设仲裁法院和海牙国际法学院提供支持，也面向所有学习国际法的学者和学生开放。

## 画廊

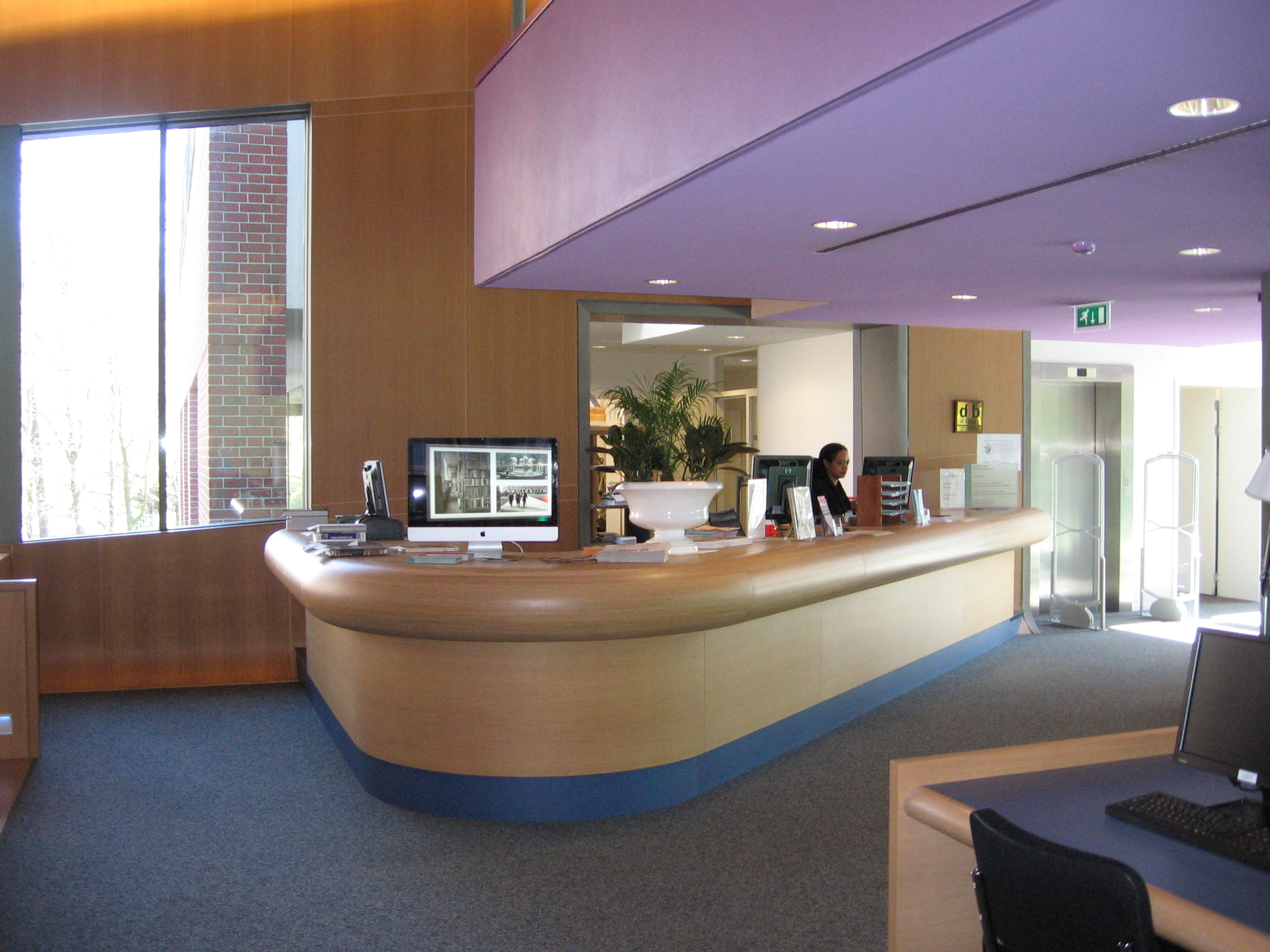
和平宫图书馆
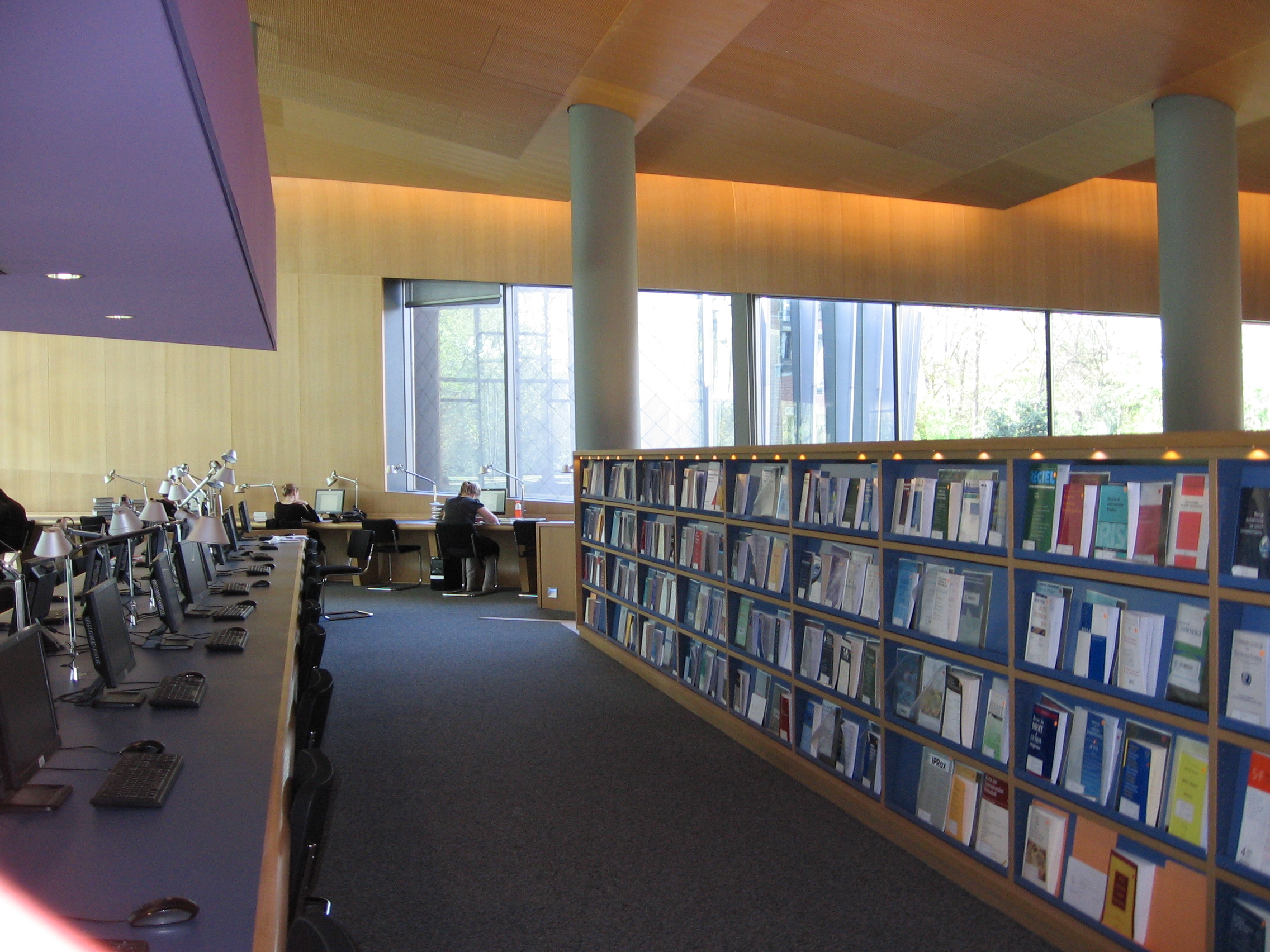
和平宫图书馆
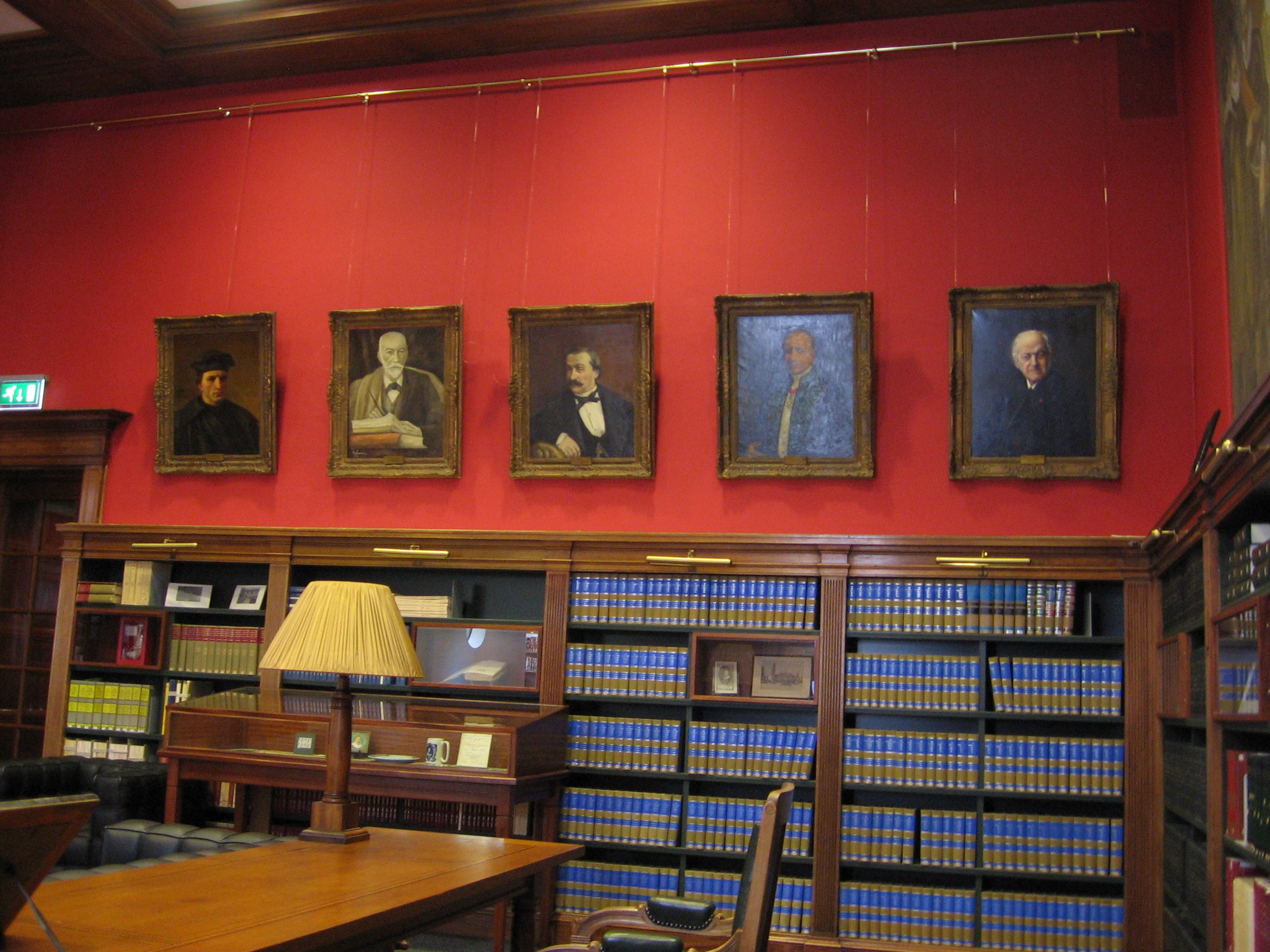
和平宫图书馆